# Римские шторы

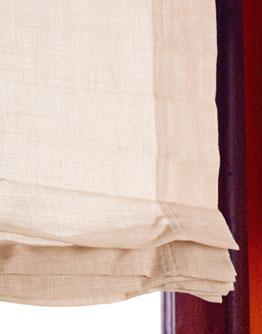
Пример римских штор

Римские шторы ― разновидность штор. Представляют собой ровное полотно ткани, которое при поднятии собирается в волнообразные ровные складки, благодаря закреплённым в нём поперечным вставкам, придающим жёсткость конструкции. Вставки могут изготавливаться из пластика, дерева или бамбука. Иногда для придания жёсткости используется материал штор укреплённый швом или клеем. Для крепления римских штор используют римские карнизы с механизмами для подъёма, опускания и фиксации римской шторы на определённом уровне.
По типу кроя римские шторы делятся на Классические (Classic Roman Shades) и Каскадные (Looped Roman Shades). Классические римские шторы при полном опускании шторы образуют ровное полотно, из которого при подъёме штор образуются правильные складки. Полотно каскадных римских штор даже при полном раскрытии образует заранее сформированные складки.
Римские шторы подходят к различным видам интерьера и часто компонуются с другими видами штор, тюлями и ламбрекеном.
В современных дизайнах интерьера римские шторы используют для всех типов помещений. При использовании погодоустойчивых материалов римские шторы можно использовать снаружи помещений.
Римские шторы могут быть изготовлены из различных тканей, в зависимости от особенностей интерьера помещения.
Считается, что история римских штор насчитывает несколько тысяч лет. Впервые драпировать окна такими шторами начали в эпоху Древнего Рима. Отсюда и появилось название этого вида штор.
Недостатки римских штор:
- Складки частично раскрытых римских штор накапливают пыль и другие загрязнения. При полном раскрытии редко раскрываемых римских штор пыль и другие загрязнения ярко выделяются.
- Конструкция римских штор не обеспечивает полной световой изоляции оконного проёма.
- Конструкция римских штор препятствует открытию створки окна.